# (1711) Sandrine
(1711) Sandrine es un asteroide perteneciente al cinturón de asteroides descubierto por Eugène Joseph Delporte el 29 de enero de 1935 desde el Real Observatorio de Bélgica, Uccle.

## Designación y nombre
Sandrine se designó inicialmente como 1935 BB.
Más adelante fue nombrado en honor de una pariente del astrónomo belga Georges Roland.

## Características orbitales
Sandrine orbita a una distancia media del Sol de 3,011 ua, pudiendo acercarse hasta 2,665 ua. Su inclinación orbital es 11,1° y la excentricidad 0,1151. Emplea en completar una órbita alrededor del Sol 1909 días.